# Karolina Tolkachová
Karolina Tolkachová (* 18. února 1992, Ukrajina) je ukrajinská topmodelka a vítězka Elite Model Look 2010.

## Život
Pochází z Ukrajiny, kde studuje v Kyjevě.

### Kariéra
V 15 letech se na světovém finále 27. ročníku soutěže Elite Model Look, které se konalo v hotelu Gran Melia v čínské Šanghaji, stala vítězkou z 66 finalistek z celého světa. Poté podepsala tříletou smlouvu s modelingovou agenturou Elite Model Management.